# NGC 7587
NGC 7587 este o galaxie situată în constelația Pegas. A fost descoperită în 5 octombrie 1864 de către Albert Marth. Se află la o distanță de 118,58 megaparseci de Pământ.